# Rheopelopia perda
Rheopelopia perda är en tvåvingeart som först beskrevs av Roback 1971.  Rheopelopia perda ingår i släktet Rheopelopia och familjen fjädermyggor. Inga underarter finns listade i Catalogue of Life.